# Sherry Jackson
Sherry Jackson (Wendell, 15 febbraio 1942) è un'attrice statunitense, che ha recitato in molti film e serie televisive statunitensi.

## Biografia
Jackson è nata a Wendell (Idaho) da Maurita (o Maurite) Kathleen Gilbert e da Curtis Loys Jackson Sr. Durante l'infanzia, la madre dà lezioni di drammaturgia, canto e danza a Sherry e ai suoi fratelli Curtis L. e Gary L. Dopo la morte del padre nel 1948, la madre trasferisce la famiglia da Wendell a Los Angeles (California).
Sherry debutta nel mondo cinematografico come attrice bambina recitando ne La fossa dei serpenti (1948) e l'anno seguente è accreditata nel musical You're My Everything.
La sua popolarità è legata soprattutto alla sua partecipazione per 5 anni alla sitcom televisiva Make Room for Daddy, dal 1953 al 1958, dove con Rusty Hamer interpretava la parte dei figli dell'attore protagonista Danny Thomas.
Nel 1966 prende parte alla serie televisiva di fantascienza Star Trek, prima serie del franchise omonimo creato da Gene Roddenberry, nell'episodio Gli androidi del dottor Korby (What are Little Girls Made of?, trasmessa il 20 ottobre 1966), in cui interpreta il personaggio dell'androide sexy Andrea, costruita da Roger Korby (Michael Strong) e che Christine Chapel (Majel Barrett) descrive come una sorta di "geisha meccanica". Andrea è considerata una delle più celebri e apprezzate guest della serie classica.
Ha continuato a lavorare al cinema e soprattutto alla televisione come guest stars di popolari serie televisive. Si è ritirata nel 1980.

## Riconoscimenti
- Young Hollywood Hall of Fame [11]

## Filmografia

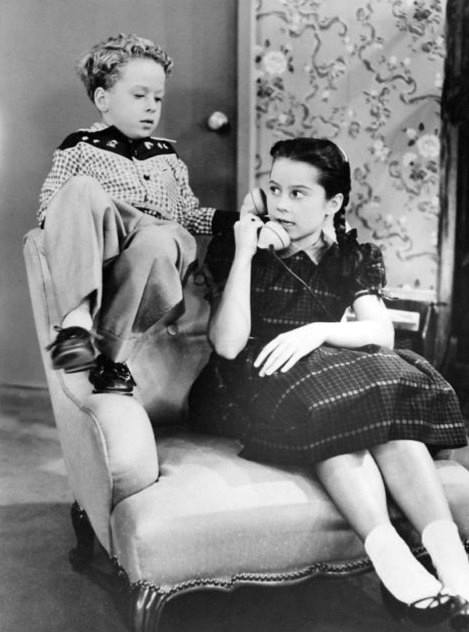
Sherry Jackson, attrice bambina, nel 1955 assieme al "fratellino" Rusty Hamer nella serie televisiva Make Room for Daddy

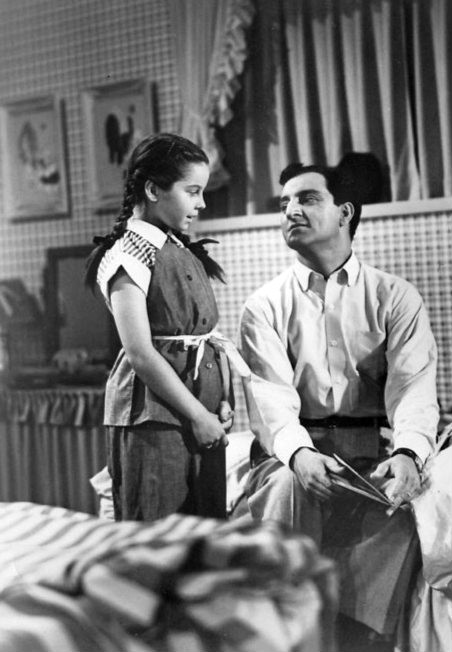
Con il "padre" Danny Thomas nella stessa serie

### Cinema
- Covered Wagon Raid, regia di R.G. Springsteen (1950)
- Golfo del Messico (The Breaking Point), regia di Michael Curtiz (1950)
- Quando sarò grande (When I Grow Up), regia di Michael Kanin (1951)
- Il grande Caruso (The Great Caruso), regia di Richard Thorpe (1951)
- Nostra Signora di Fatima (The Miracle of Our Lady of Fatima), regia di John Brahm (1952)
- Fulmine nero (The Lion and the Horse), regia di Louis King (1952)
- L'irresistibile Mr. John (Trouble Along the Way), regia di Michael Curtiz (1953)
- L'amore più grande del mondo (Come Next Spring), regia di R.G. Springsteen (1956)
- Le avventure di Huck Finn (The Adventures of Huckleberry Finn), regia di Michael Curtiz (1960)
- Wild on the Beach, regia di Maury Dexter (1965)
- Peter Gunn: 24 ore per l'assassino (Gunn), regia di Blake Edwards (1967)
- Senza sosta (The Mini-Skirt Mob), regia di Maury Dexter (1968)
- The Monitors, regia di Jack Shea (1969)
- Bare Knuckles, regia di Don Edmonds (1977)
- Stingray, regia di Richard Taylor (1978)

### Televisione
- Royal Playhouse (Fireside Theater) – serie TV, episodi 2x14-3x33 (1949-1951)
- Le avventure di Gene Autry (The Gene Autry Show) – serie TV, episodi 2x10-2x16 (1951-1952)
- Roy Rogers (The Roy Rogers Show) – serie TV, episodio 1x10 (1952)
- Le avventure di Rex Rider (The Range Rider) – serie TV, episodi 1x16-2x14 (1951-1952)
- Make Room for Daddy (The Danny Thomas Show) – serie TV, 133 episodi (1953-1958)
- The Ford Television Theatre (Ford Theatre) – serie TV, episodio 1x22 (1953)
- Lux Video Theatre – serie TV, episodio 3x35 (1953)
- Private Secretary – serie TV, episodio 1x15 (1953)
- Shower of Stars – serie TV, episodio 1x03 (1954)
- The Adventures of Ellery Queen – serie TV, episodio 1x15 (1954)
- The Charles Farrell Show – serie TV, episodio 1x04 (1956)
- Maverick – serie TV, episodi 1x13-4x25 (1957-1961)
- The Rifleman – serie TV, episodio 1x09 (1958)
- Indirizzo permanente (77 Sunset Strip) – serie TV, 5 episodi (1959-1960)
- The Millionaire – serie TV, episodio 6x28 (1960)
- The Many Loves of Dobie Gillis – serie TV, episodio 1x27 (1960)
- Surfside 6 – serie TV, episodio 1x02 (1960)
- Avventure lungo il fiume (Riverboat) – serie TV, episodio 2x07 (1960)
- Bringing Up Buddy – serie TV, episodio 1x32 (1961)
- The Tall Man – serie TV, episodio 2x17 (1961)
- The New Breed – serie TV, episodio 1x17 (1962)
- Ai confini della realtà (The Twilight Zone) – serie TV, episodio 3x23 (1962)
- Hawaiian Eye – serie TV, episodio 3x24 (1962)
- Gunsmoke – serie TV, episodi 7x16-8x04 (1962)
- Vacation Playhouse – serie TV, episodio 1x09 (1963)
- Mr. Novak – serie TV, episodio 1x06 (1963)
- Perry Mason – serie TV, episodio 7x09 (1963)
- The Lieutenant – serie TV, episodio 1x16 (1964)
- Carovane verso il West (Wagon Train) – serie TV, episodio 7x18 (1964)
- Gli uomini della prateria (Rawhide) – serie TV, episodio 7x17 (1965)
- Gomer Pyle, U.S.M.C. – serie TV, episodio 1x20 (1965)
- Il virginiano (The Virginian) – serie TV, episodio 4x09 (1965)
- Branded – serie TV, episodio 2x22 (1966)
- Lost in Space – serie TV, episodio 1x25 (1966)
- Io e i miei tre figli (My Three Sons) – serie TV, episodio 6x31 (1966)
- Batman – serie TV, episodi 1x31-1x32 (1966)
- Death Valley Days – serie TV, episodio, 14x26 (1966)
- Star Trek – serie TV, episodio 1x07 (1966)
- Selvaggio west (The Wild Wild West) – serie TV, episodi 2x20-4x05 (1966-1967)
- Los Angeles: ospedale nord (The Interns) – serie TV, episodio 1x01 (1970)
- Make Room for Granddaddy – serie TV, episodio 1x01 (1970)
- L'immortale (The Immortal) – serie TV, episodio 1x01 (1970)
- Wild Women, regia di Don Taylor – film TV (1970)
- Love, American Style – serie TV, episodio 3x13 (1971)
- Chase – serie TV, episodio 1x15 (1974)
- Barbary Coast – serie TV, episodio 1x02 (1975)
- Mobile One – serie TV, episodio 1x02 (1975)
- Agenzia Rockford (The Rockford Files) – serie TV, episodio 2x07 (1975)
- Matt Helm – serie TV, episodio 1x09 (1975)
- Ritorno a casa (Returning Home), regia di Daniel Petrie – film TV (1975)
- Starsky & Hutch – serie TV, episodio 1x22 (1976)
- Poliziotto di quartiere (The Blue Knight) – serie TV, episodio 2x04 (1976)
- Switch – serie TV, episodio 2x12 (1976)
- Le strade di San Francisco (The Streets of San Francisco) – serie TV, episodio 5x11 (1977)
- Barnaby Jones – serie TV, episodi 6x18-6x19 (1978)
- L'incredibile Hulk (The Incredible Hulk) – serie TV, episodio 1x11 (1978)
- Fantasilandia (Fantasy Island) – serie TV, episodio 2x15 (1979)
- Vega$ – serie TV, episodio 2x02 (1979)
- Alice – serie TV episodio 4x12 (1980)
- Charlie's Angels – serie TV, episodio 4x18 (1980)
- CHiPs – serie TV, episodio 3x21 (1980)